# Threnosia heminephes
Threnosia heminephes är en fjärilsart som beskrevs av Edward Meyrick 1886. Threnosia heminephes ingår i släktet Threnosia och familjen björnspinnare. Inga underarter finns listade i Catalogue of Life.

## Bildgalleri

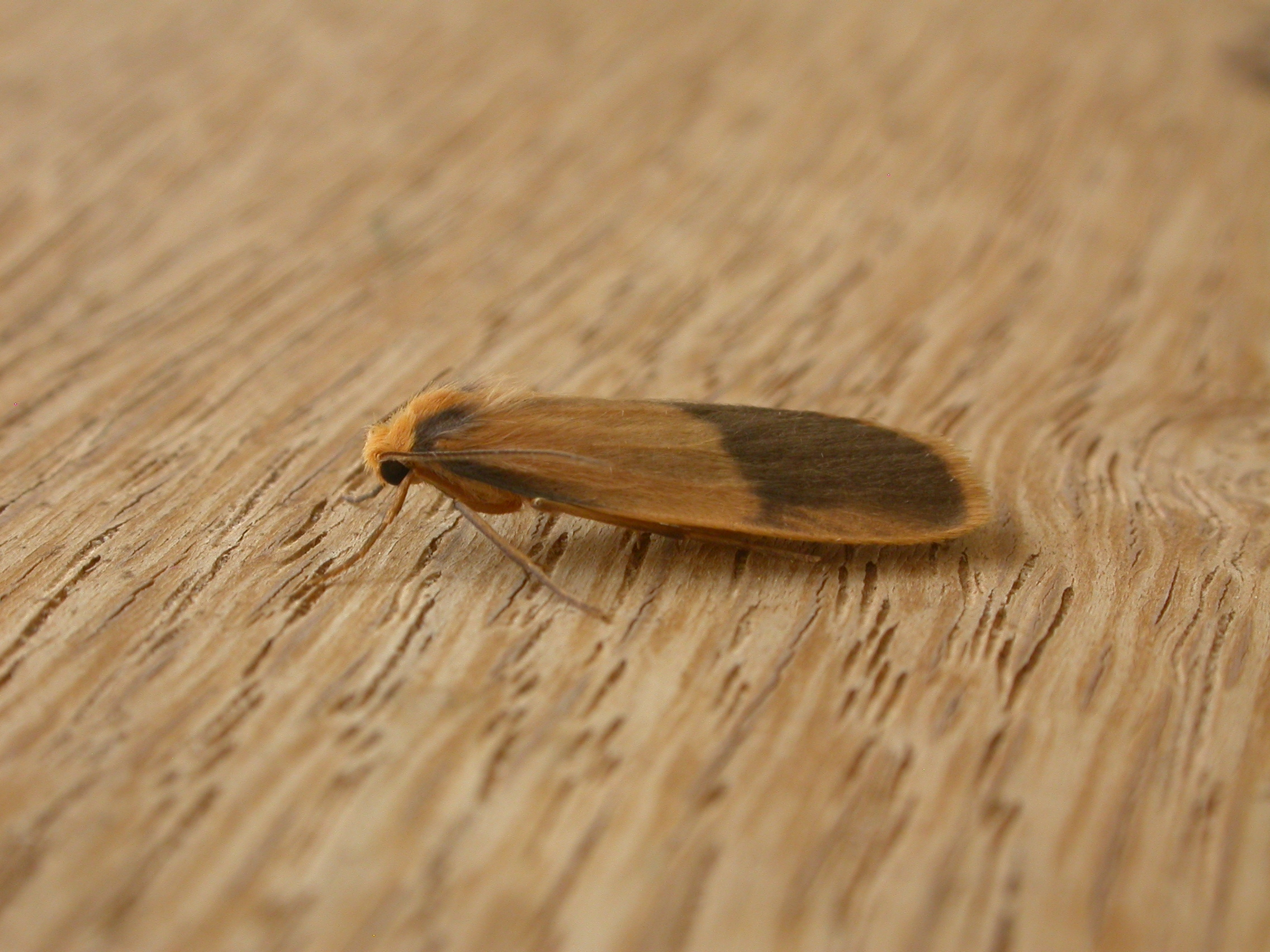
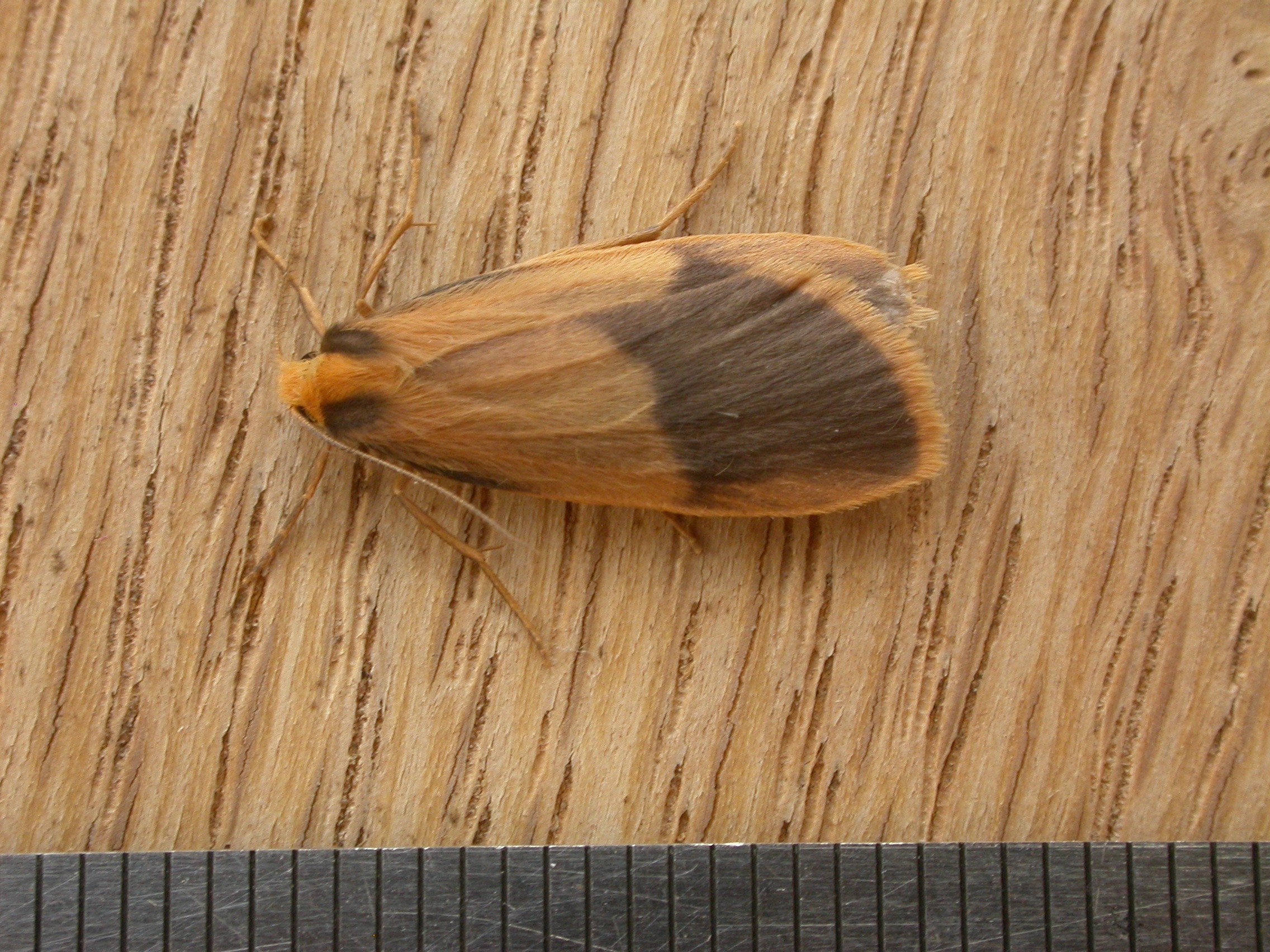
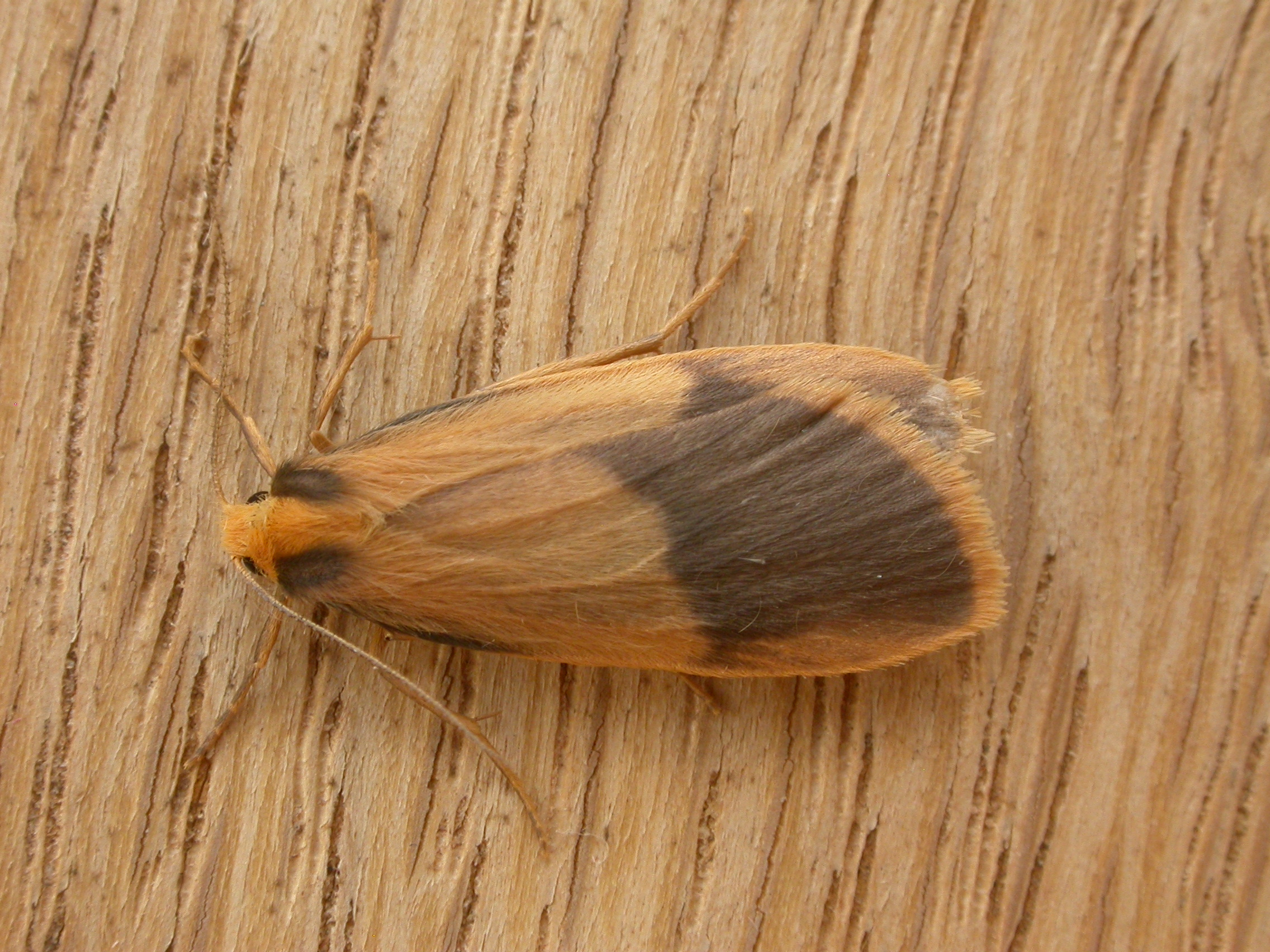
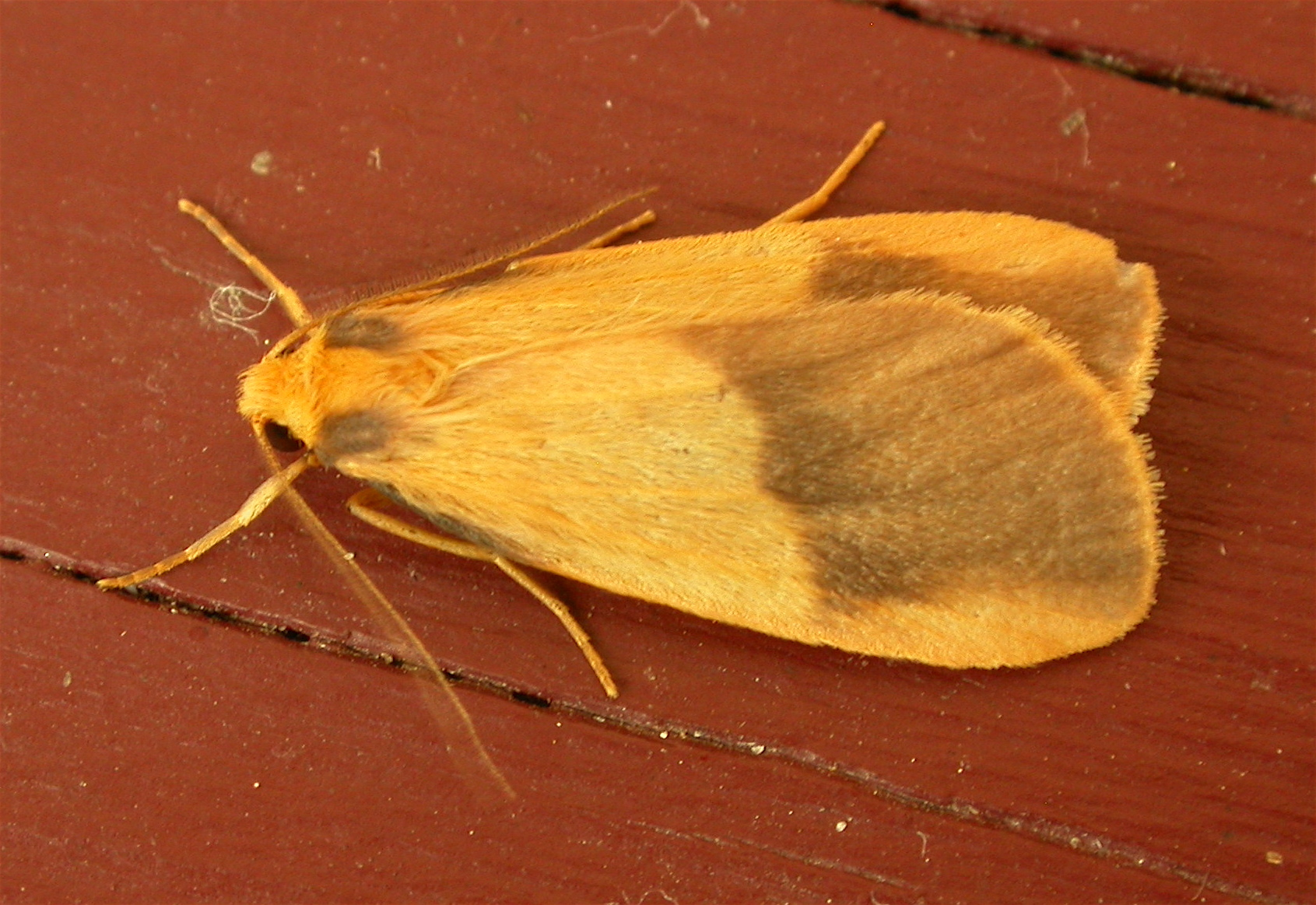